# ملولبينات وأشباهها
ملولبينات وأشباهها (الاسم العلمي:†Spiriferidina) هي رتيبة امنقرضة من عضديات الأرجل تتبع رتبة الملولبيات من الطائفة المخطمانية.

## التصنيف
- فوق فصيلة †الملولبينات
  - فصيلة †الملولبات
    - جنس †الملولبة